# Schalenstein Stedtiberg

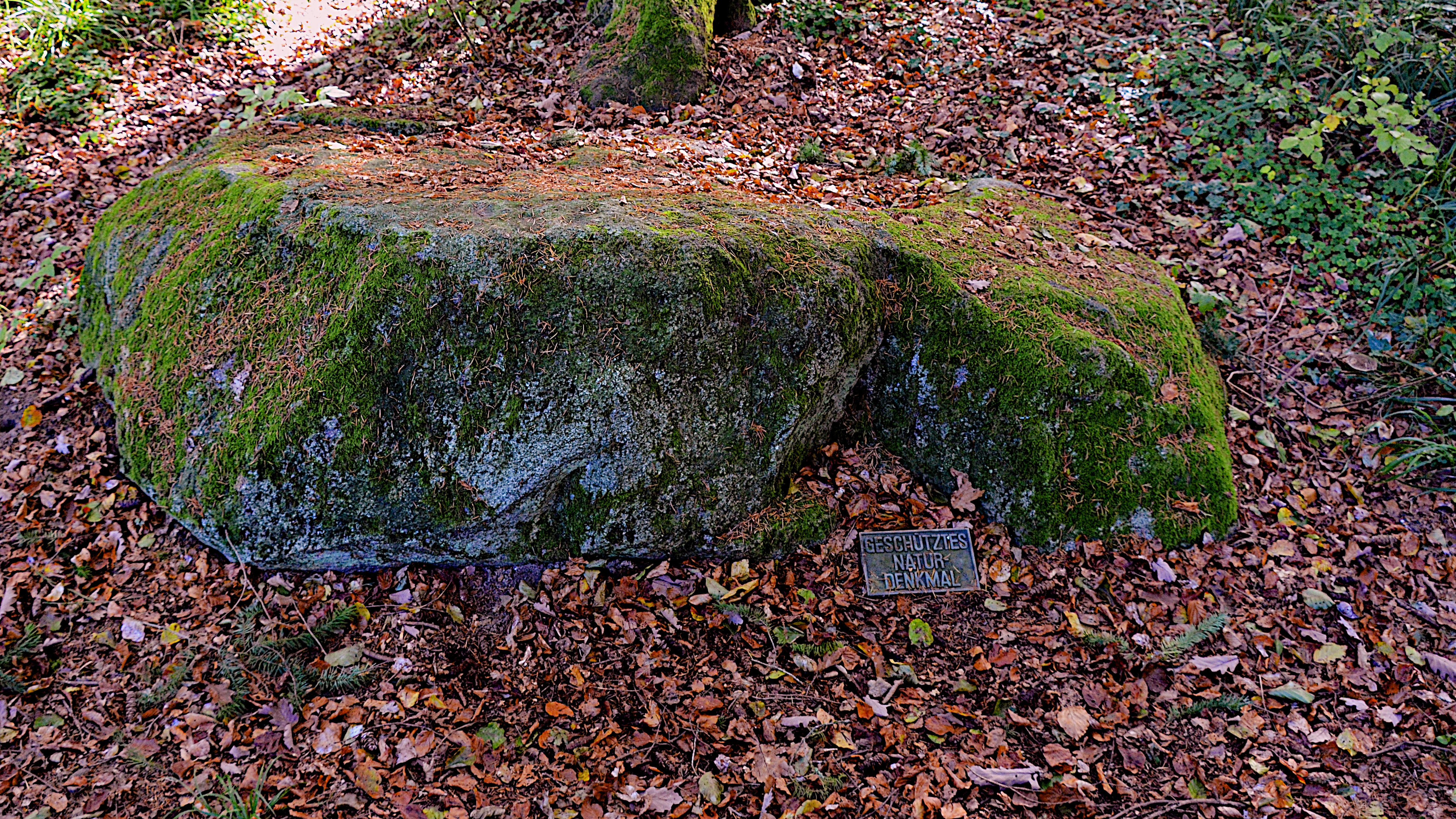
Schalenstein Stedtiberg

Der Schalenstein Stedtiberg ist ein Findling aus Albit-Aktinolith-Chlorit-Gneis bei Büren an der Aare im Kanton Bern in der Schweiz.
„Er hat die Form einer Platte mit den Massen 3,0 × 1,5 m; nordseitig ragt er 85 cm über den Boden, südseitig ist er fast bodeneben. Auf der leicht geneigten Oberseite sind etwa 40 deutliche, durchschnittlich handbreite, runde Schalen eingegraben, höchstwahrscheinlich aus der Zeit der Megalithkultur stammend. 
Der Zweck der Schalen ist noch nicht geklärt; man denkt vor allem an kultische Bräuche.“
Der Schalenstein Stedtiberg zählt seit 1948 zu den geschützten geologischen Objekten des Kantons Bern. Weitere Zeugen des während der Würmeiszeit in diese Gegend vorgestossenen eiszeitlichen Rhonegletschers sind der Graue Stein, der Blaue Stein und der Pegelstein.